# Всеукраинский день работников культуры и любителей народного искусства
«Всеукраинский день работников культуры и любителей народного искусства» (укр. Всеукраїнський день працівників культури та аматорів народного мистецтва) — ежегодный национальный профессиональный праздник, который отмечается на Украине, ежегодно, 9 ноября. Не является нерабочим днём, если, в зависимости от года, не попадает на выходной.

## История и празднование
«Всеукраинский день работников культуры и любителей народного искусства» был установлен указом президента Украины Л. Д. Кучмы № 484/2000 от 21 марта 2000 года «Про Всеукраїнський День працівників культури та аматорів народного мистецтва». Согласно указу, этот профессиональный праздник был введён в республике «принимая во внимание огромный вклад работников культуры и любителей в возрождение национальной культуры, развитие народного творчества и активную культурно просветительскую деятельность на Украине».
23 марта 2010 года президент Украины Виктор Янукович в своём поздравительном обращении к работникам культуры и любителям народного искусства заявил:

Ваша миссия в обществе уникальная. Своим опытом, знаниями и талантом вы обеспечиваете преемственность наших духовных традиций, храните и развиваете разнообразную палитру культуры всего украинского народа, консолидируете его на развитие государства… Государство в долгу перед вами, но, несмотря на непростую экономическую ситуацию, будет делать все возможное, чтобы сберечь и развить сеть учреждений культуры, повысить престиж вашей профессии и успешно интегрироваться в мировое культурное пространство…

С 2012 года, согласно Указу Президента Украины В. Януковича от 30 декабря 2011 года № 1209/2011 «О праздновании на Украине некоторых памятных дат и профессиональных праздников» этот день стал отмечаться в третье воскресенье мая.
Указом Президента N 717/2013 от 30 декабря 2013 года празднование было установлено на 9 ноября, чтобы отмечать его совместно с Днем украинской письменности и языка.